# فالمرسون غارسيا برايا
فانمرسون غارسيا برايا (مواليد 13 يناير 1994) هو لاعب كرة قدم برازيلي.

## وصلات خارجية
- فانمرسون غارسيا برايا على موقع رابطة كرة القدم اليابانية للمحترفين (اليابانية)
- فانمرسون غارسيا برايا على موقع قاعدة بيانات كرة القدم.إي يو (الإنجليزية)
- فانمرسون غارسيا برايا على موقع Soccerway.com (الإنجليزية)
- فانمرسون غارسيا برايا على موقع عالم كرة القدم.نت (الإنجليزية)